# Вузы блокадного Ленинграда

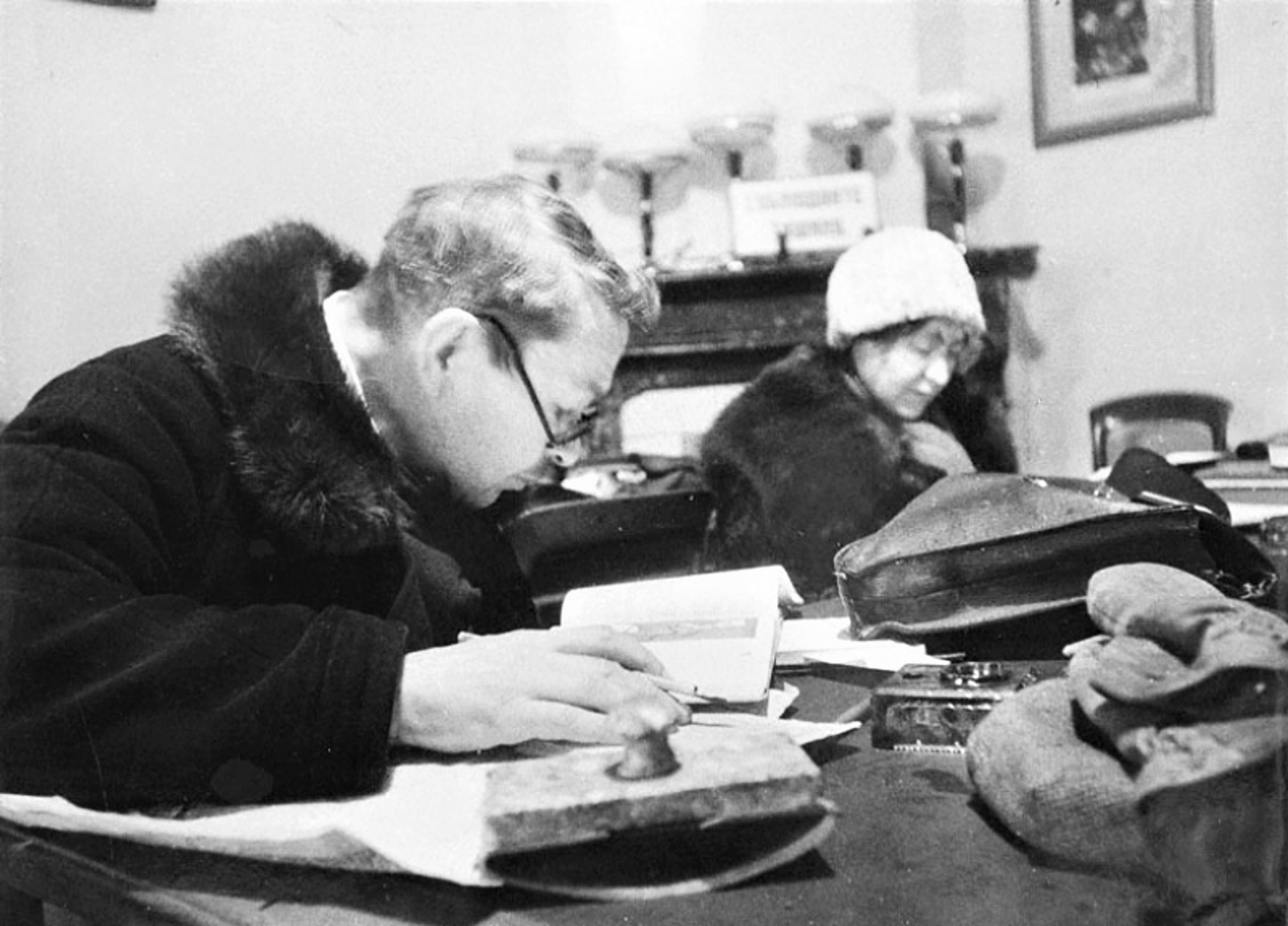
Библиотека имени Салтыкова-Щедрина. 1942 год.

Ву́зы блока́дного Ленингра́да — высшие учебные заведения Ленинграда, продолжившие свою работу в блокадный период в годы Великой Отечественной войны.

## История
Научная работа
Академик М. А. Павлов призвал учёных осаждённого города «полностью, до конца отдать свои знания и опыт для того, чтобы фашистская язва была уничтожена». Академики А. А. Байков, А. Е. Фаворский, В. В. Струве, А. А. Ухтомский и другие учёные 5 июля 1941 года опубликовали в «Ленинградской правде» «Обращение к учёным города».

Мы призываем вас, учёных Ленинграда, разрабатывать только те темы, которые необходимы делу обороны страны, которые принесут быструю, реальную помощь фронту. Мы призываем вас мобилизовать все силы на беспощадную борьбу против ненавистного врага.
— Труды Ленинградского политехнического института им. М.И. Калинина.
На момент блокады в Ленинграде жили и работали 15 членов-корреспондентов Академии наук СССР и 12 академиков. Несмотря на преклонный возраст и неоднократные предложения эвакуироваться, академики С. А. Жебелёв и А. А. Ухтомский отвечали отказом. Правительственный приказ заставил эвакуироваться академиков И. И. Мещанинова и Л. А. Орбели, академик Байков А. А уехал только после седьмого требования в декабре 1941 года.
В годы блокады вышел труд крупнейшего специалиста в области теоретической механики и баллистики профессора Военно-механического института Б. Н. Окунёва — первый том капитального труда «Основы баллистики» и исследование «Определение баллистических характеристик пороха и давления формирования», которое было издано в 1943 году в Москве. В блокадном Ленинграде писал свою книгу «Эволюционно-генетические проблемы в невропатологии» заслуженный деятель науки, действительный член Академии медицинских наук СССР Сергей Николаевич Давиденков.
По инициативе главного нейрохирурга Ленинградского фронта И. С. Бабчина, совмещавшего лечение раненых воинов в эвакогоспитале № 1015 со срочной подготовкой молодых врачей, в 1942—1943 годах по ночам проводились конференции, на которых происходило обобщение опыта лечения на различных этапах эвакуации.
Учёными была создана специальная комиссия, куда вошли, в основном, технические специалисты — научные работники, инженеры, конструкторы и изобретатели — из разных областей для решения насущных задач. В комиссию поступили десятки предложений. Наиболее ценные были переданы для реализации на железнодорожный транспорт и в действующую армию. В мастерских Химико-технологическом институте имени Ленсовета за первое полугодие войны преподаватели и студенты освоили производство 30 оборонных изделий. Своевременную и крайне необходимую помощь учёных получили около полусотни предприятий города.
В условиях возникшего дефицита угля и кокса, работа комиссии и сотрудников Политехнического института во главе с профессором В. М. Андреевым привела к внедрению в производство новых технологий литья снарядов и мин. Учёные-металлурги консультировали специалистов заводов по вопросам производства и обработки цветных металлов, стали и чугуна. Учёными были разработаны незамерзающие смеси для радиаторов машин. В лабораториях Политехнического и Физико-технического институтов руководил производством селеновых выпрямителей, применяемых в военных целях, член-корреспондент АН СССР М. А. Шателен. Когда партизанам для подрывных работ потребовались «тлеющие спички», их технология и производство осуществлялось в химической лаборатории — всего для фронта в институте был налажен выпуск продукции более чем из ста наименований.
Практический вклад
Большинство высших учебных заведений Ленинграда в годы блокады было эвакуировано. Оставшиеся в городе вузы продолжали обучение студентов, работали на оборону, искали решение многочисленных житейских и военных задач. В осаждённом Ленинграде зимой 1941/42 года в вузах работало около тысячи преподавателей, среди них — свыше 500 профессоров и доцентов. Занятия проходили по сокращённому учебному плану, сокращались программы курсов, переделывались аудитории, студенты и преподаватели совмещали учёбу с работой на оборонительных рубежах и заводах.
В ЛЭТИ учебный процесс прерывался только с января по сентябрь 1942 года. Затем студенты продолжали занятия, была отменена только защита дипломов. Инженеры-электрики зимой 1941—1942 года из стен ВУЗа шли на предприятия. Научно-оборонную работу в специально созданном Бюро научно-исследовательских работ Наркомата судостроительной промышленности возглавлял профессор С. А. Ринкевич, основатель первой в мире кафедры электропривода. В Бюро проводили испытания минных взрывателей, вели работу по усовершенствованию электроизмерительных приборов. В основном, вузы искали решения для военных задач. 2,5 тысячи молодых специалистов были подготовлены в первую блокадную зиму: инженеры, специалисты по радиотехнике, проводной связи, электрооборудованию, военно-физкультурные работники, медицинские сёстры и детские врачи.
Во время блокады было реализовано изобретение профессора А. Н. Кузнецова — взрывчатое вещество «Синал» стали применять на фронте. Было налажено промышленное производство на основе алюминиево-кремниевой смеси и глины. В институте оборудовали два цеха — в них делали в сутки более двух тонн «Синала». Преподаватели и студенты технических вузов на базе Горного института выпускали в сутки полторы тысячи миномётных мин, около ста тысяч осколочных гранат, делали противопехотные и противотанковые мины. Профессор А. Н. Кузнецов, А. Н. Сидоров, А. Ф. Вайполин были награждены Сталинской премией. Работали производственные мастерские в Горном, Химико-технологическом институте им. Ленсовета, в Политехническом и других вузах. В Ленинградском электротехническом институте связи в здании института размещался штаб специально созданного батальона связи преподавателей и студентов (командир — преподаватель института Родин С. А). На кафедрах проводили работу по разработке актуальных для военного времени тем: светомаскировочных ламп, осуществляли ремонт аппаратуры проводной связи, поступавшую с фронта. На кафедре акустики шла работа над исключительно важным закзом для подводных лодок. Все жители города ходили с флюоресцирующими значками, разработанными и изготовленными в лабораториях института.
На кафедре ботаники Ленинградского государственного педагогического института им. А. И. Герцена был разработан метод использования в качестве перевязочного материала мха-сфагнума.
Неоценимую помощь оказали жителям города сотрудники Лесотехнической академии — под руководством В. И. Шаркова было налажено производство пищевой целлюлозы и пищевых дрожжей, первая добавлялась в блокадный хлеб, когда для нужд города не хватало муки в самые голодные зимние месяцы 1941—1942 года, а из пищевых дрожжей делали питательные «батончики», спасавшие от авитаминоза.
Химическая лаборатория академии разработала технологию и наладила выпуск хлороформа, применявшегося при операциях в госпиталях, а также выпускала «витаминные» настойки на хвое и лечебный каротин, который применялся при лечении обморожений и ожогов. Академик А. А. Ухтомский в Физическом научно-исследовательском институте Ленинградского государственного университета работал над проблемой лечения травматического шока — данная методика была жизненно необходима, она спасла не одну жизнь раненым.
В Ленинградском государственном педагогическом институте им. А. И. Герцена срочно готовили учителей на замену призывникам и добровольцам, ушедшим на фронт. Выпуск 320 учителей состоялся в ноябре 1942 года и декабре 1942 — программа обучения была сокращена. Преподаватели и студенты работали на оборонительных сооружениях, дежурили в больницах, в вузе создавались специальные команды, обеспечивающие радиосвязь, противовоздушную и пожарную оборону. Часть помещений института была отдана под военный госпиталь. Аудитории переместились в бомбоубежища, во время воздушных налётов и артиллерийских обстрелов занятия проводили там
До апреля 1942 года из голодного и разрушенного бомбёжками города было вывезено вглубь страны — на Урал, в Сибирь и Среднюю Азию большинство высших учебных заведений, но некоторые институты не могли покинуть город. Большинство сотрудников Всесоюзного института растениеводства не эвакуировалось, так как не представлялось возможным вывезти ценнейшую мировую коллекцию различных зерновых культур, собираемую Н. И. Вавиловым и его соратниками на протяжении двадцати с лишним лет. Малая часть коллекции была эвакуирована, оставшаяся часть составляла около 40 тонн. Сотрудники института в комиссии из 3-4 человек дежурили в здании сутками и отчитывались о сохранности коллекции главному хранителю мировой коллекции — старшему научному сотруднику Рудольфу Яновичу Кордону. В условиях нехватки продовольствия зимой 1942 года от истощения умерли 28 сотрудников института, но ни один образец с семенами не был вскрыт. Кандидат биологических наук Вадим Степанович Лехнович и его супруга Ольга Александровна Воскресенская были ответственны за сохранение картофеля, который весной 1942 года высаживали на Марсовом поле, урожай отправляли в городские столовые. Сохранившие коллекцию учёные оказали неоценимую помощь для последующего послевоенного восстановления сельского хозяйства. На сегодняшний день две трети зерна, хранящиеся в институте — потомки семян, сбережённых в блокаду.
В городе остались медицинские вузы, в которых обучение продолжалось в течение всего блокадного периода. Студенты помимо занятий оказывали помощь в жилых районах, больницах и госпиталях, ухаживая за больными и ранеными. В 1942/43 учебном году более 1500 человек обучалось в медицинских вузах Ленинграда. Только в Педиатрическом институте было выпущено 900 детских врачей и 1500 медицинских сестёр. Студенты-медики учились и работали вместе с участковыми врачами и терапевтами в поликлиниках.
Работа медиков осложнялась тем, что мобилизационные планы не предусматривали организацию работы в условиях полной изоляции города, многие вопросы приходилось решать в экстремальных условиях блокады. Невзирая на трудности и просчёты, власти города и медицинские работники не допустили возникновение эпидемий (в городе были заболевания брюшным тифом, холерой), научились справляться с резким увеличением числа заболевших жителей, изменением характера заболеваний, отсутствием элементарных санитарных условий — воды, света, перевязочного материала и лекарственных средств. Преподавателями Ленинградского государственного университета С. А. Гуцевич и А. Н. Шивриной была написана и опубликована в 1942 году брошюра «Съедобные дикорастущие травы». Сотрудники Ботанического института АН СССР имени академика В. Л. Комарова подготовили к изданию в блокадном Ленинграде брошюру с рецептами блюд из дикорастущих съедобных растений.
Учёные, преподаватели, сотрудники, рабочие и студенты высшей школы Ленинграда отдавали труд, знания, многие — свою жизнь. Среди выживших многие награждены орденами и медалями за вклад в оборону города. За время боёв за Ленинград и в период блокады города погибло больше людей, чем в США (405 399 человек) и Англии (от 382 600 до 383 786) вместе взятых за всё время войны.